# Писаревка (Унечский район)
Писаревка — старинное село в Унечском районе Брянской области в составе Красновичского сельского поселения.

## География
Находится в центральной части Брянской области на расстоянии приблизительно 6 км на север по прямой от районного центра города Унеча.

## История
Основано в 1715 как слобода писарем Стародубского полка Павлом Дублянским, позднее деревня, владение Есимонтовских, Скорупы, Миклашевского и других. До 1781 входила в Мглинскую сотню Стародубского полка.  В 1859 году здесь (село Мглинского уезда Черниговской губернии) учтено было 59 дворов, в 1892—120.
В 1890-х годах была сооружена Покровская церковь (не сохранилась). В середине XX века работали — колхозы «Первое Мая», «Волна революции».
Против корниловцев большевики выставили несопоставимые силы: броневики, бронепоезд и два блиндированных состава, несколько батарей орудий, десятки пулеметов и несколько тысяч солдат и матросов. Командир бронепоезда им. Ленина, подпрапорщик Пролыгин разгадал маршрут корниловцев и 26 ноября у села Писаревка, а затем у разъезда Песчаники и у д. Павличи Текинский полк попал в засаду под кинжальный пулеметный огонь, был разгромлен, рассеян и ушел вглубь Стародубщины. Возле д. Новоселки остатки полка разделились на две группы и в конце ноября - начале декабря встретились в Погаре.

## Известны уроженцы
- Евгений Робертович Клевезаль (1861—1942) —  доктор медицинских наук, психиатр, профессор. С 1925 по 1931 год главный врач Пермской психиатрической больницы, друг и коллега академика В. М. Бехтерева. Жертва политических репрессий. В 1998 г. реабилитирован[5].

## Население
Численность населения: 460 человек (1859 год), 811 (1892), 680 человек (русские 99 %) в 2002 году, 605 в 2010.